# ペンケウタシュナイ川
ペンケウタシュナイ川（ぺんけうたしゅないがわ、又はペンケウタシナイ川、ペンケ歌志内川）は、石狩川の支流であり、北海道空知総合振興局管内を流れ、水系本流の石狩川と合流する一級河川である。

## 概要
北海道歌志内市・赤平市にある神威岳及び赤平山に連なる以南の水系が、全て集まってペンケウタシュナイ川となり、歌志内の市街地を貫通して大きな沢をなす。砂川市で一つの川となり、やがて石狩川に合流する。開拓時代から、歌志内の人々に母なる川として親しまれてきた。

## 河川名の由来
諸説あるがアイヌ語の「オタウㇱナイ（砂浜・ついている・川）」が連音化し「オタシナイ」となり、その後和人により「ウタシナイ」「ウタシュナイ」となまったものと推測されている。
ペンケは「上手の」を表すアイヌ語の接頭辞で、本川の下手には対になる「パンケウタシュナイ」川が流れている。
河川名は歌志内駅及び歌志内市の名称の由来となった。

## 治水
石狩川本流の砂川捷水路が1969年（昭和44年）に完成したことに伴い、ペンケウタシュナイ川とパンケウタシュナイ川は石狩川の旧河道を通る形となり本流との合流点が砂川築堤の下流側に移されていた。しかし、2つの河川の下流部は低平地で洪水が頻発しており、砂川市街地や農地が度々被害を受けてきた。このため、パンケウタシュナイ川の洪水の一部をペンケウタシュナイ川へトンネルで分流し、ペンケウタシュナイ川からは市街地を北側に迂回し石狩川本流へ洪水を流す放水路が建設された。この一連の事業は1998年（平成10年）に完成した。
また、元の合流点であった石狩川旧河道と周辺には、石狩川の洪水や内水を一時的に貯めこむ「砂川遊水池」が建設されている。

## 流域の自治体
北海道
歌志内市
赤平市
砂川市